# Boeing NeXt
Boeing NeXt est une division du constructeur aérospatial américain Boeing, qui se consacre à la prochaine génération de véhicules aériens à usage urbain, régional ou global. Concernant la mobilité aérienne en milieu urbain, ils développent deux drones électriques, des eVTOL, le Boeing Passenger Air Vehicle, un avion à décollage et atterrissage vertical pour passager, et le Boeing Cargo Air Vehicle, un véhicule aérien pour le fret. 

## Projets (2019)

### Véhicule aérien de passagers
- Boeing Passenger Air Vehicle (PAV) - avion à décollage et atterrissage vertical pour passager
- Wisk Cora - avion à décollage et atterrissage vertical pour passager[2]
- Coopération pour un taxi aérien électrique avec Porsche[3]

### Véhicule aérien cargo
- Boeing Cargo Air Vehicle, (CAV) - véhicule cargo aérien entièrement électrique et sans pilote.

## Autres projets
Outre le développement d’applications d’avions à propulsion électrique, Boeing NeXT étudie également des concepts dans le domaine des avions supersoniques et hypersoniques civils.